# Cholóna
Cholóna (Cholón), pleme Cholonan Indijanaca u dolini rijeke Huallaga, od Tingo María do Valle. Njihovi najbliži srodnici su susjedni Hibito Indijanci. Istoimeni jezik (zvan i seeptsa) je nestao (2000; Wise), a oni danas govore quechua. 

## Vanjske poveznice
- Cholón